# Exeter (Pensilvania)
Exeter es un borough ubicado en el condado de Luzerne en el estado estadounidense de Pensilvania. En el año 2000 tenía una población de 5,955 habitantes y una densidad poblacional de 493 personas por km².

## Geografía
Exeter se encuentra ubicado en las coordenadas 41°19′32″N 75°49′10″O / 41.32556, -75.81944.

## Demografía
Según la Oficina del Censo en 2000 los ingresos medios por hogar en la localidad eran de $31,681 y los ingresos medios por familia eran $40,050. Los hombres tenían unos ingresos medios de $31,569 frente a los $21,693 para las mujeres. La renta per cápita para la localidad era de $16,022. Alrededor del 8.5% de la población estaba por debajo del umbral de pobreza.